# Castello di Andraz
Il castello di Andraz (in ladino Ciastel da Andrać, in tedesco Schloss Buchenstein) è un fortilizio medievale che si trova nel territorio comunale di Livinallongo del Col di Lana, nella frazione Castello, provincia di Belluno. È il più alto d'Italia, situato ad una altezza superiore ai 1700 metri

## Storia

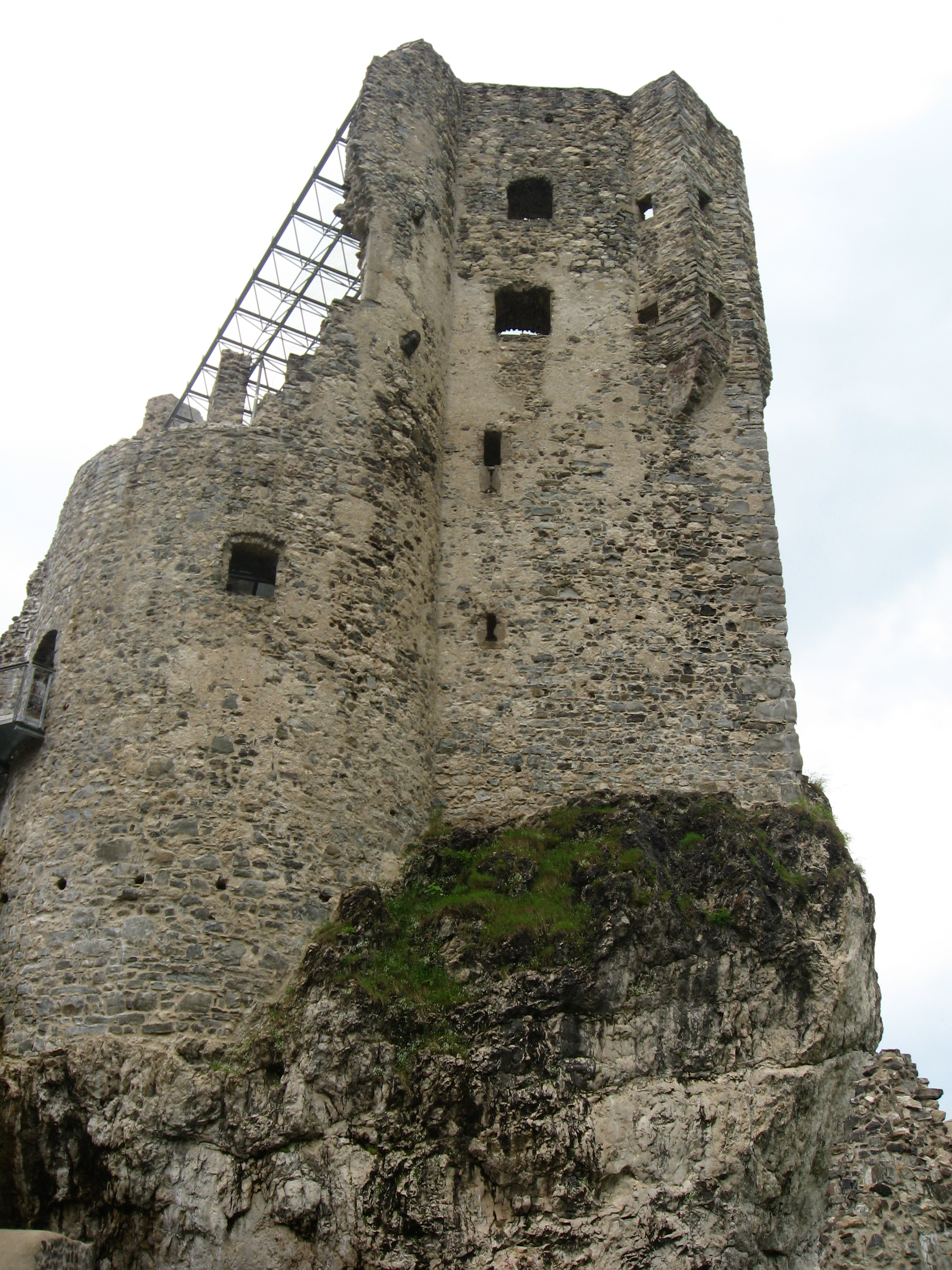
Il torrione del castello.

La bastia, arroccata su uno sperone roccioso al confine tra il Patriarcato di Aquileia e la Diocesi di Bressanone, dominava le vie che passavano per il Falzarego, in particolare quelle da sud (Belluno e Agordo), da ovest (Bressanone e Val Badia) e da nord (Ampezzano). In stretta comunicazione con altri fortilizi (Rocca Pietore, Selva di Cadore, Avoscan), faceva parte di un sistema che garantiva quindi il totale controllo sui traffici tra Agordino e Val Pusteria.
I primi riferimenti storici sono successivi all'anno 1000, ma bisognerà aspettare le documentazioni relative al 1221 per avere delle notizie più precise. In quell'anno, il vescovo di Bressanone lo diede alla famiglia feudataria Schöneck (italianizzata in Colbello). Passò poi ad altre casate (Avoscano, Stuck), sempre vassalle dei vescovi-conti, finché, nel 1416, tornò sotto le dirette dipendenze di questi ultimi. Da allora fu utilizzato come piccolo presidio militare sotto il comando di un capitano. Di questo periodo, da ricordare il vescovo-filosofo Nicola Cusano che scelse il sicuro castello per passare lunghi soggiorni.
Nel XVI secolo l'importanza della fortezza crebbe ulteriormente, vista l'apprensione dei vescovi nei confronti della politica espansionistica della Serenissima, che volgeva ora gli interessi verso l'entroterra. La zona dolomitica era infatti particolarmente ricca di risorse naturali, specialmente di legname e minerali, in parte estratti proprio a pochissima distanza dal castello. Le mutate condizioni politiche seguite alle guerre napoleoniche, ma anche l'esaurimento delle risorse minerarie, fecero decadere il castello che, abbandonato, fu gravemente danneggiato durante la prima guerra mondiale.

## Architettura
Davvero caratteristica la sua struttura architettonica, dovuta al fatto che sorge appunto su uno sperone roccioso. Alla rocca si accedeva solo da una rampa di pietra (oggi in parte recuperata) che metteva in comunicazione i vari piani sovrapposti. Per i rifornimenti, si ricorreva per questo all'uso di un argano. Attorno allo sperone si trovava una cinta muraria la quale, oltre alle chiare funzioni difensive, permetteva di ricavare anche uno spazio per le stalle. Sui resti delle mura, sono ancora visibili le mensole su cui poggiava il ballatoio utile alle ronde. Presso l'ingresso principale si trovava infine una cappella cinquecentesca (dedicata a San Raffaele), il cui prezioso altare ligneo è oggi conservato presso la chiesa della vicina Andraz.
Il castello fu più volte restaurato. L'intervento più rilevante fu il recupero del 1484-1488 seguito ad un incendio. In questa occasione, a scapito delle funzioni militari, sempre meno utili, furono potenziate quelle amministrative, curando in particolare gli aspetti ad uso residenziale. Altri interventi furono quelli del 1516, seguito ad un ulteriore rogo, e del 1599.
La Soprintendenza per i Beni Ambientali e Architettonici del Veneto Orientale ha recentemente condotto un'imponente e avanguardistica opera di restauro dei resti.